# Niagara Cantilever Bridge
Die Niagara Cantilever Bridge oder Michigan Central Railway Cantilever Bridge war eine Auslegerbrücke über die Niagara-Schlucht. Als internationale Eisenbahnbrücke zwischen Kanada und den Vereinigten Staaten verband sie die amerikanische Stadt Niagara Falls im amerikanischen Bundesstaat New York und den kanadischen Ort Clifton, der ab 1903 Teil der neu gegründeten kanadischen Stadt Niagara Falls in der kanadischen Provinz Ontario wurde. 1883 wurde die Brücke für den Verkehr eröffnet. Sie lag südlich der damaligen Niagara Falls Suspension Bridge (die später durch die Whirlpool Rapids Bridge (Lower Arch Bridge) ersetzt wurde). 1925 wurde die Niagara Cantilever Bridge durch die Michigan Central Railway Bridge ersetzt.

## Hintergrund
Obwohl britische Ingenieure bereits 1846 vorschlugen, den Gerberträger als Ersatz für statisch nicht bestimmte Tragwerke zu verwenden, war die erste moderne Auslegerbrücke, die tatsächlich gebaut wurde, Heinrich Gerbers Haßfurter Brücke über den Main von 1867 mit einer Spannweite von 38 m.
Die nächste wichtige Auslegerbrücke war die High Bridge, die von dem amerikanischen Ingenieur Charles Shaler Smith zehn Jahre später gebaut wurde. Sie stellte den ersten praktischen Test für die Anwendung des Gerberträgers auf die Konstruktion von langen Brücken dar. Diese bis dahin längste Brücke dieses Typs führte die Cincinnati Southern Railway über eine 366 m breite und 84 m tiefe Schlucht des Kentucky River bei Dixville.
Die Michigan Central Railway Cantilever Bridge und die fast identische CPR Cisco Bridge in British Columbia riefen das Interesse der Ingenieurswelt für diese neue Konstruktionsart hervor. Sie waren die Prototypen für die Forth Bridge in Schottland, die Poughkeepsie Bridge über den Hudson River in New York, die Young’s High Bridge über den Kentucky River, die Frisco Bridge über den Mississippi und die Québec-Brücke.

## Baugeschichte

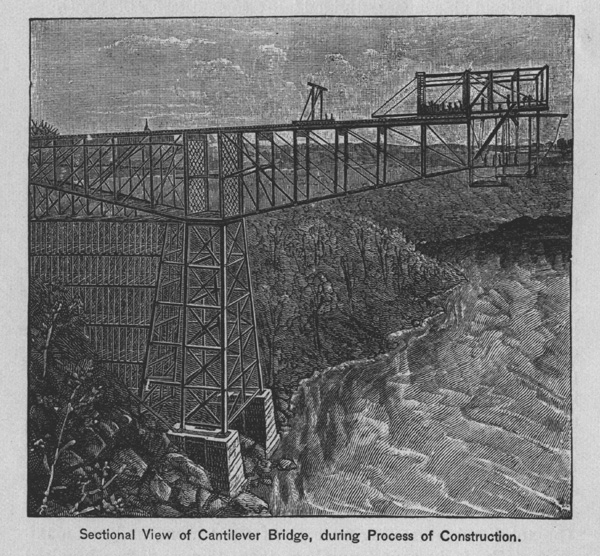
Bild vom Bau

Die Michigan Central Railway Cantilever Bridge war ein Projekt des Finanziers und Eisenbahnpioniers Cornelius Vanderbilt. Vanderbilt benötigte eine Eisenbahnverbindung zwischen Kanada und den USA, war jedoch nicht bereit, die hohe Miete für die Nutzung der Lower Arch Bridge zu bezahlen. Er war Eigentümer der Michigan Central Railroad und daran interessiert, auch die Kontrolle über die Canada Southern Railway zu übernehmen.
Vanderbilt entschied sich für den Bau einer neuen Brücke. Dazu gründete er die Niagara River Bridge Company und erhielt den Auftrag der kanadischen und US-amerikanischen Behörden, den Bau auszuführen.
Am 9. April 1883 unterzeichnete die Gesellschaft einen Vertrag mit der Central Bridge Works Company in Buffalo. Chefingenieur war Charles Conrad Schneider, der Ingenieur Edmund Hayes leitete den Bau, der am 15. April desselben Jahres begann. Als Fertigstellungstermin war der 1. November vorgesehen. Für jeden Tag, den die Ausführung darüber hinaus dauerte, musste eine Vertragsstrafe von 500 USD gezahlt werden.
Die Pfeiler wurden am 11. Oktober vollendet. Die Firma war sich bald darüber im Klaren, dass es nicht möglich sein würde, Brücke und Gleise zum vorgesehenen Datum fertigzustellen. Es wurde von einem Fortschritt von 7,6 m auf jeder Seite alle zwei Tage ausgegangen, sowie von fünf Tagen für den Anschluss des Mittelstücks. Am 18. November waren alle Träger installiert.
Am 21. November berichtete die Presse, dass die Brücke fertiggestellt sei und Kanada und die USA verbinde. Offizieller Fertigstellungstermin war der 1. Dezember 1883. Die Brücke hatte 700.000 USD gekostet. Die erste Überquerung der Brücke erfolgte am 6. Dezember um 11 Uhr 41 Minuten. Der Zug bestand aus der Lokomotive samt Tender und einem Personenwagen, in dem wichtige Persönlichkeiten saßen. Ein Belastungstest mit zwei gleichzeitig die Brücke passierenden schweren Güterzügen und die festliche Einweihung erfolgten am 20. Dezember.
Nach der Inbetriebnahme der neuen Michigan Central Railway Steel Arch Bridge im Jahr 1925 wurde die Niagara Cantilever Bridge abgerissen und das Material als Schrott verkauft.
Schneiders Brücke hatte eine Nutzdauer von mehr als 40 Jahren, in einer Zeit, in der der Zugverkehr rapide zunahm. Durch die schnelle Errichtung dieser Brücke in einer neuen Bauweise und ihre hohe Lebensdauer war sie zur Erbauungszeit eine der fortschrittlichsten Brücken der Welt.

## Konstruktion

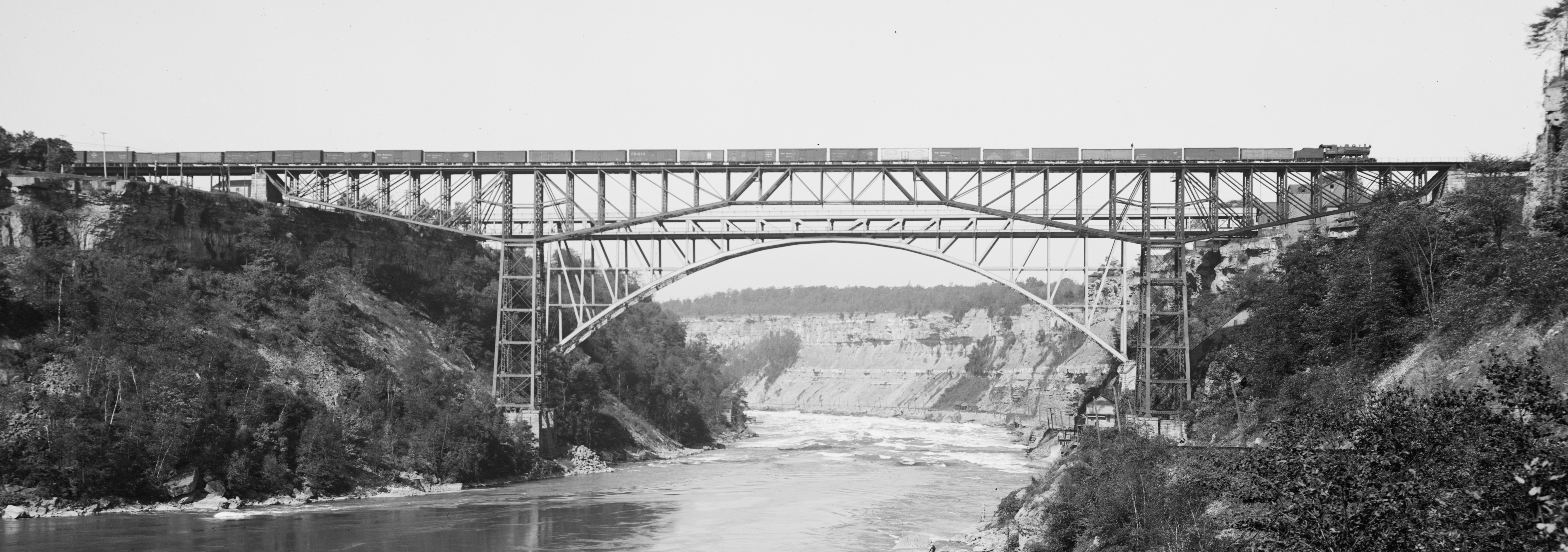
Niagara Cantilever Bridge mit Güterzug, dahinter die Whirlpool Rapids Brücke

Die Pfeiler waren 40,3 m hoch, die Träger je 99 m lang und an der Verankerung 7,9 m hoch. Jedes der beiden Enden der Brücke bestand aus einem Stahlteil, dass von einer Uferseite fast bis über die Mitte der Schlucht reichen musste. Die Ausleger wurden in der Nähe ihrer Mittelpunkte jeweils von einem Stahlpfeiler getragen, von dem zwei Tragarme ausgingen: einer, der zum Ufer reichte, während der andere 53 m in die Schlucht hinaus ragte. Da die äußeren Arme keine Stütze hatten und genauso dem Gewicht der Züge ausgesetzt waren wie die uferseitigen Arme, mussten diese fest in den Felsen am Ufer verankert werden.
Die Brückenspannweite betrug 151 m. Die Enden der Träger überspannten 120 m, so dass eine Lücke von 37 m entstand, die mit einem Einhängeträger in Form einer gewöhnlichen, an den Enden der Ausleger aufgehängten Fachwerkbrücke geschlossen wurde. Um der Brücke die Ausdehnung und Schrumpfung durch die Temperatur zu erlauben, waren Lager eingebaut.
Insgesamt hatte die Brücke eine Länge von 276 m. Sie verfügte über zwei Gleise und konnte das Gewicht zweier Züge tragen, die gleichzeitig die Brücke überquerten. Die Eisenbahn fuhr auf ihr 73 m hoch über dem Niagara River.

### Bilder
- niagara.edu, Foto vom Bau der Brücke
- niagara.edu, zwei gleichzeitig fahrende Züge
- kleines Bild, das stabilisierende Seile zeigt
- Überquerung der Schlucht auf einem Hochseil am 17. Juli 1891
- Die Brücke 1894
- Die Brücke vor der Whirlpool Bridge